# Oda Kazuma
Pour les articles homonymes, voir Oda (homonymie).
Oda Kazuma (織田 一磨 ()), né en 1882 et mort en 1956, est un artiste et peintre japonais appartenant à l’école Shin-Hanga.

## Biographie
Oda Kazuma naît à Tokyo en 1882. Sa famille, des samouraïs de haut rang, s'installe à Osaka douze ans plus tard. Il y apprend la lithographie auprès de son frère aîné Oda Tōu, s'inspirant notamment des œuvres d'Armand Cassagne et d'Emil Orlik. Il perfectionne sa pratique en travaillant pendant un an en 1899 dans une société d'édition de Hiroshima, puis à Tokyo, d'abord auprès de Kaneko Masajirō en 1900 puis de Kawamura Kiyoo en 1903.
Il commence à exposer ses estampes en 1907, travaillant pour différents magazines ou entreprises. En 1918 il cofonde l'Association japonaise d'estampe créative, puis en 1929 l'Association japonaise d'estampes de style occidental. Il partage son temps entre la recherche sur les techniques de lithographie et la production d'estampes de paysages ou de sōsaku-hanga (estampes créatives).
Il se retire de la vie publique pendant la Seconde Guerre mondiale, puis ouvre à Tokyo en 1953 l'Institut lithographique Oda.

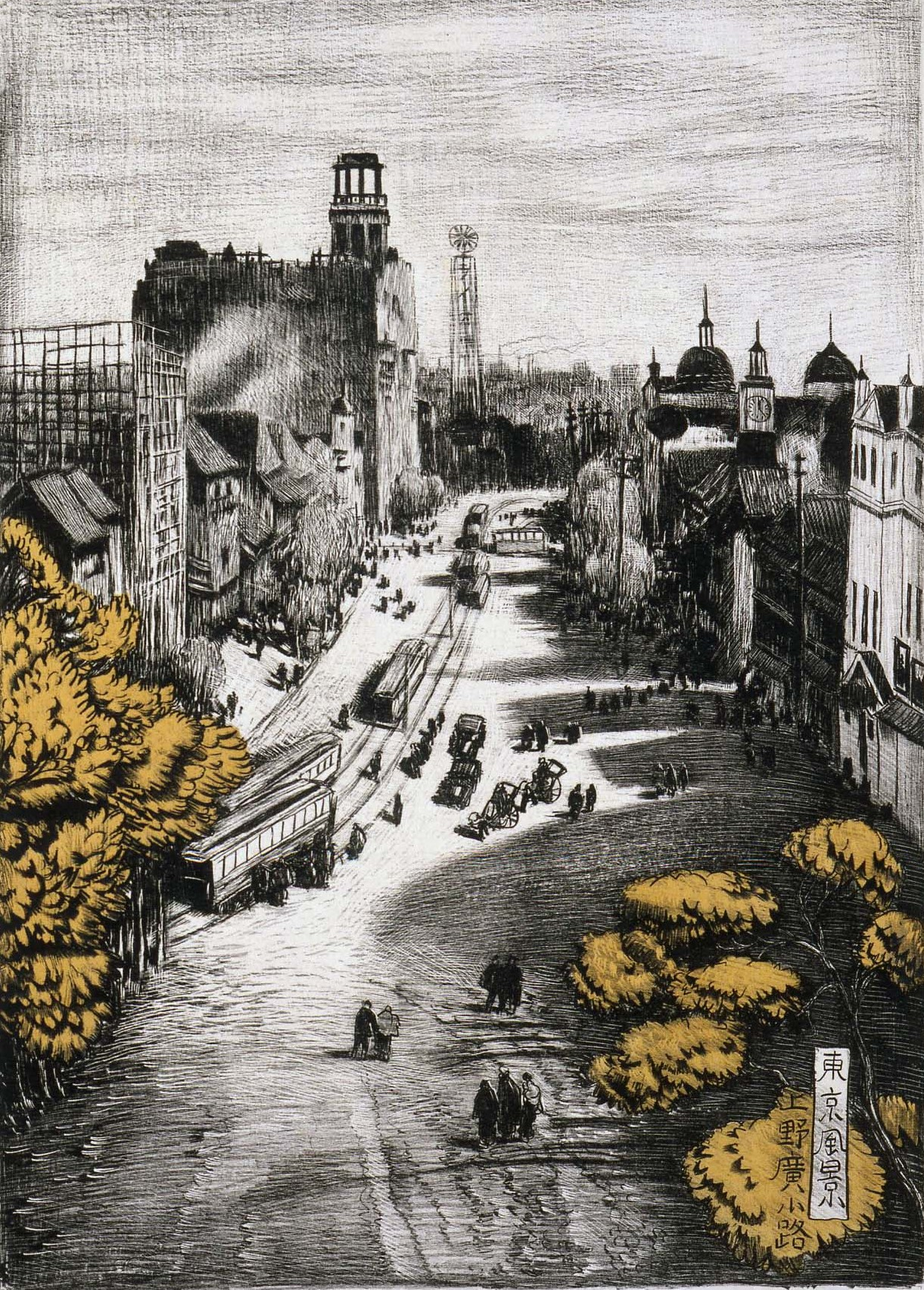
Hirokoji à Ueno, 1916
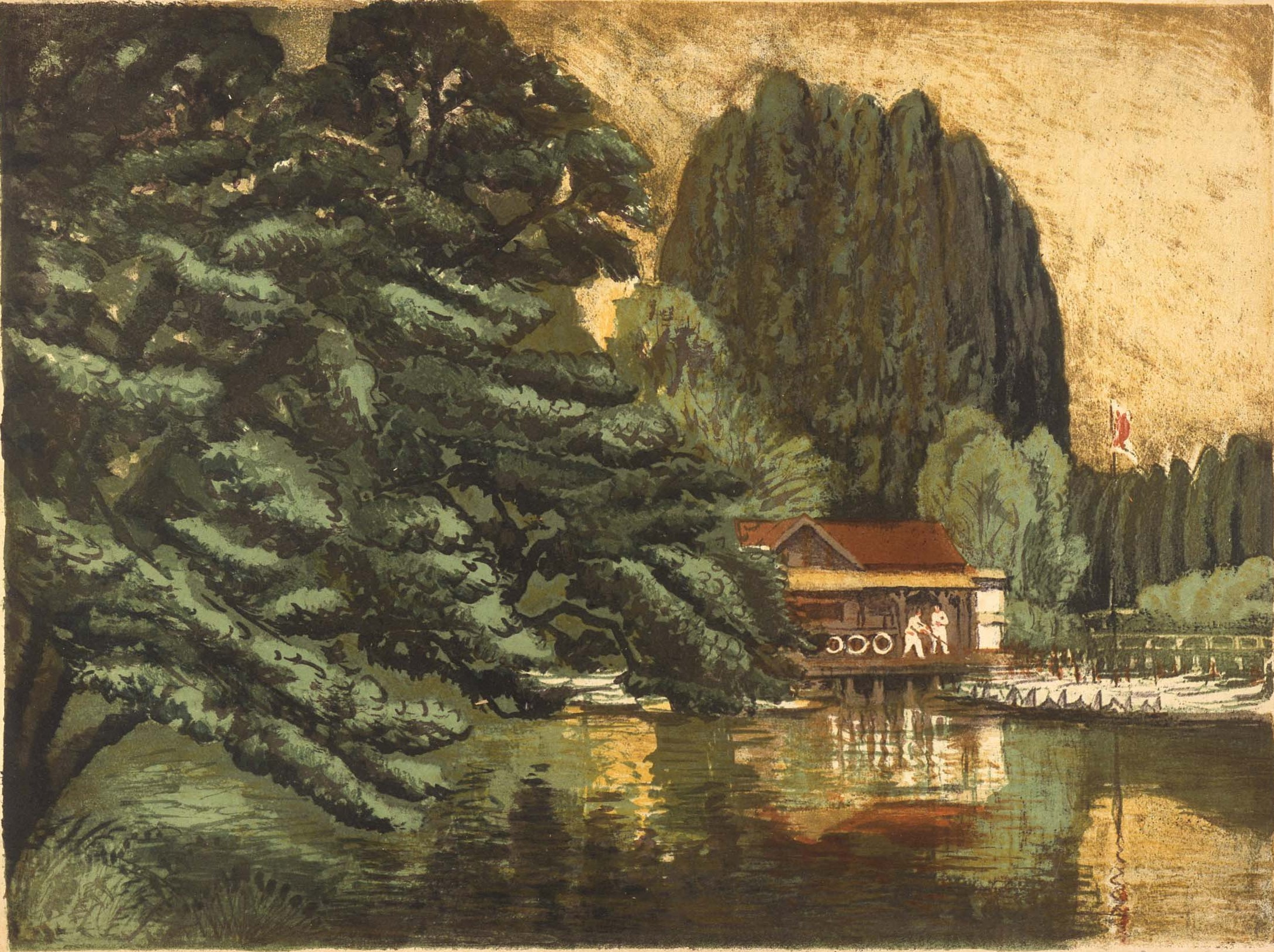
Le parc Inokashira, 1919
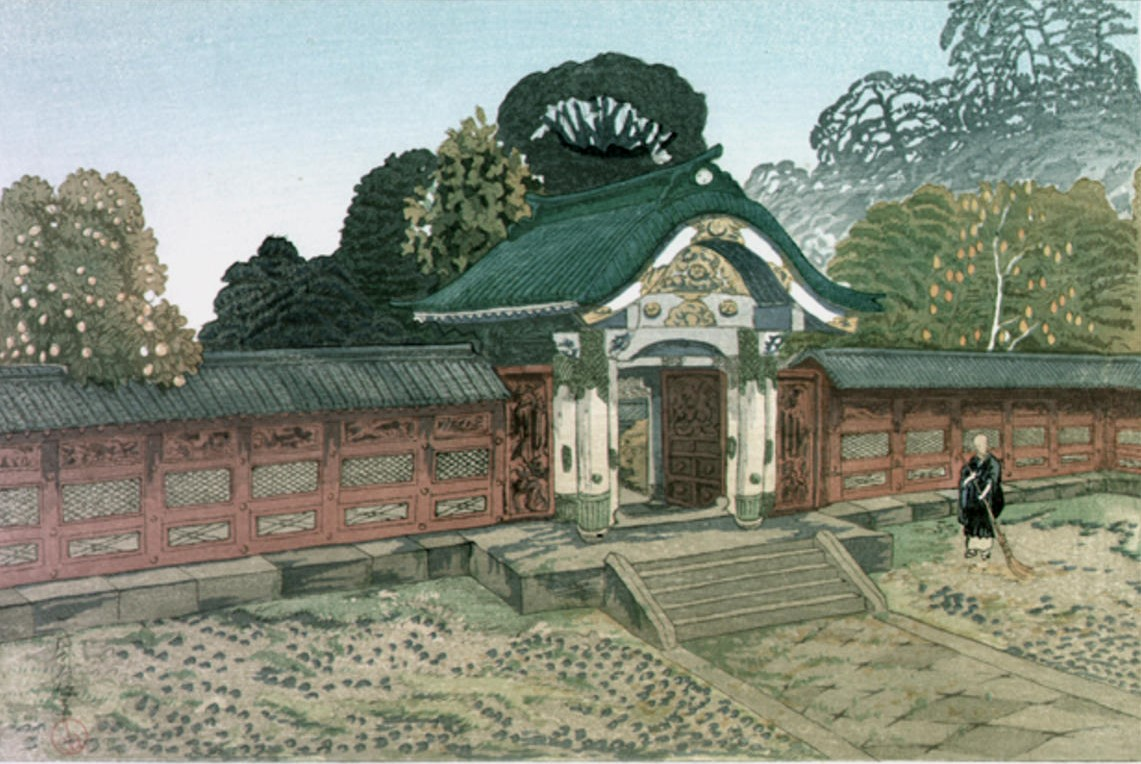
Mausolée à Chiba, 1930
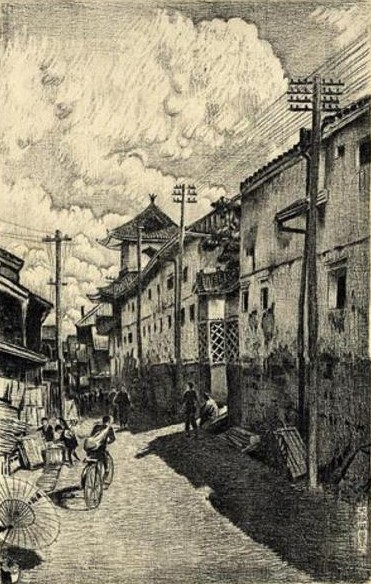
Tsumura-betsuin (Osaka), 1918
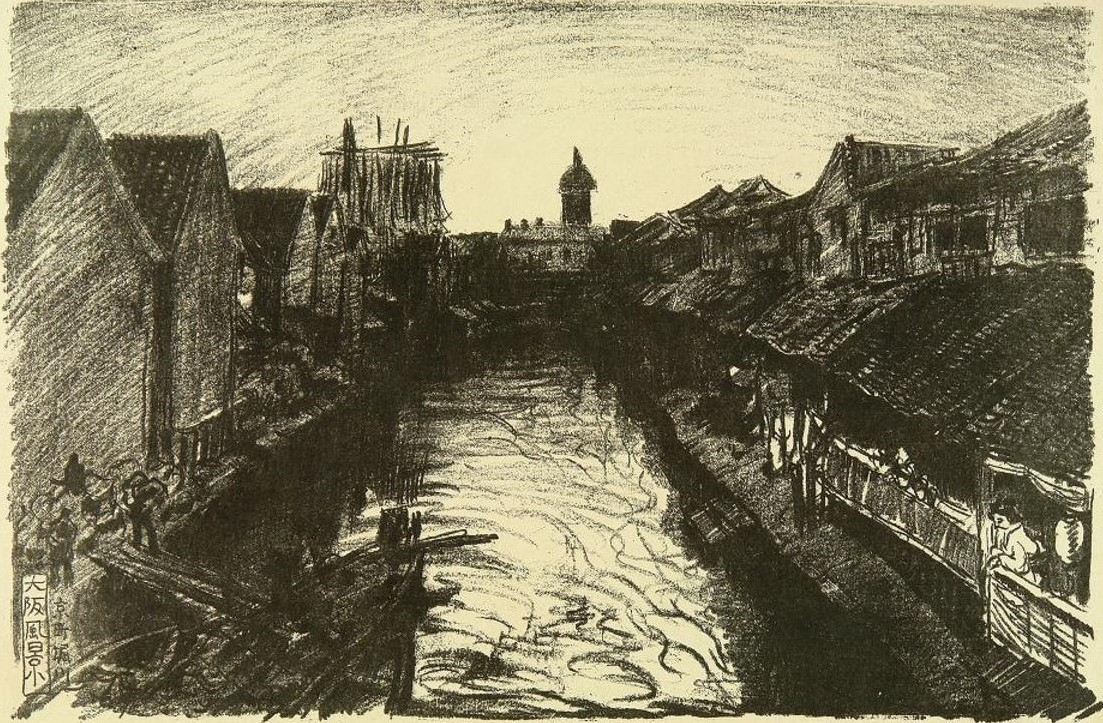
Kyomachi Horikawa (Osaka), 1919
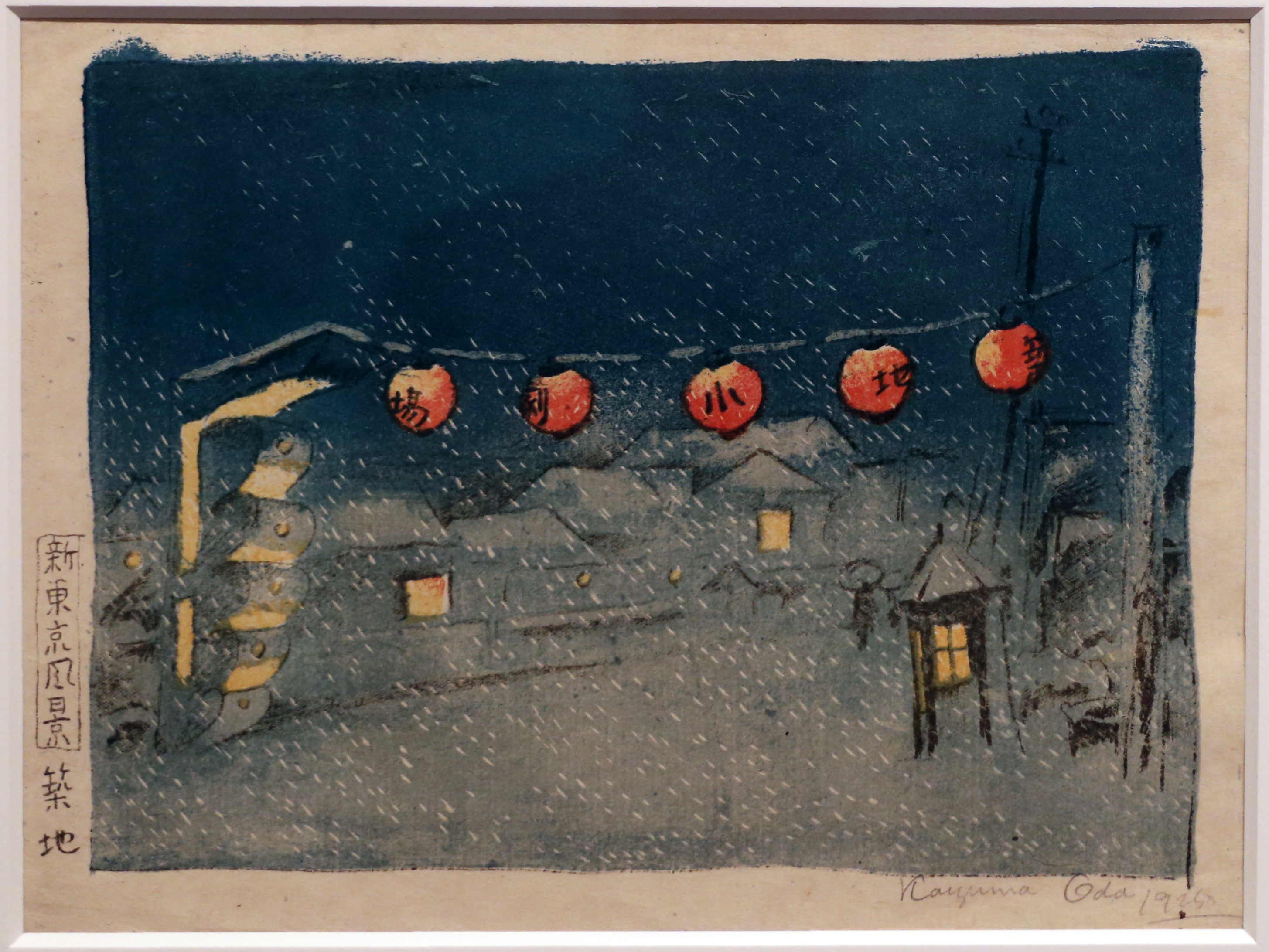
Vue de Tokyo, 1925